# Volkstheater (Vienne)
Pour l’article homonyme, voir Münchner Volkstheater.

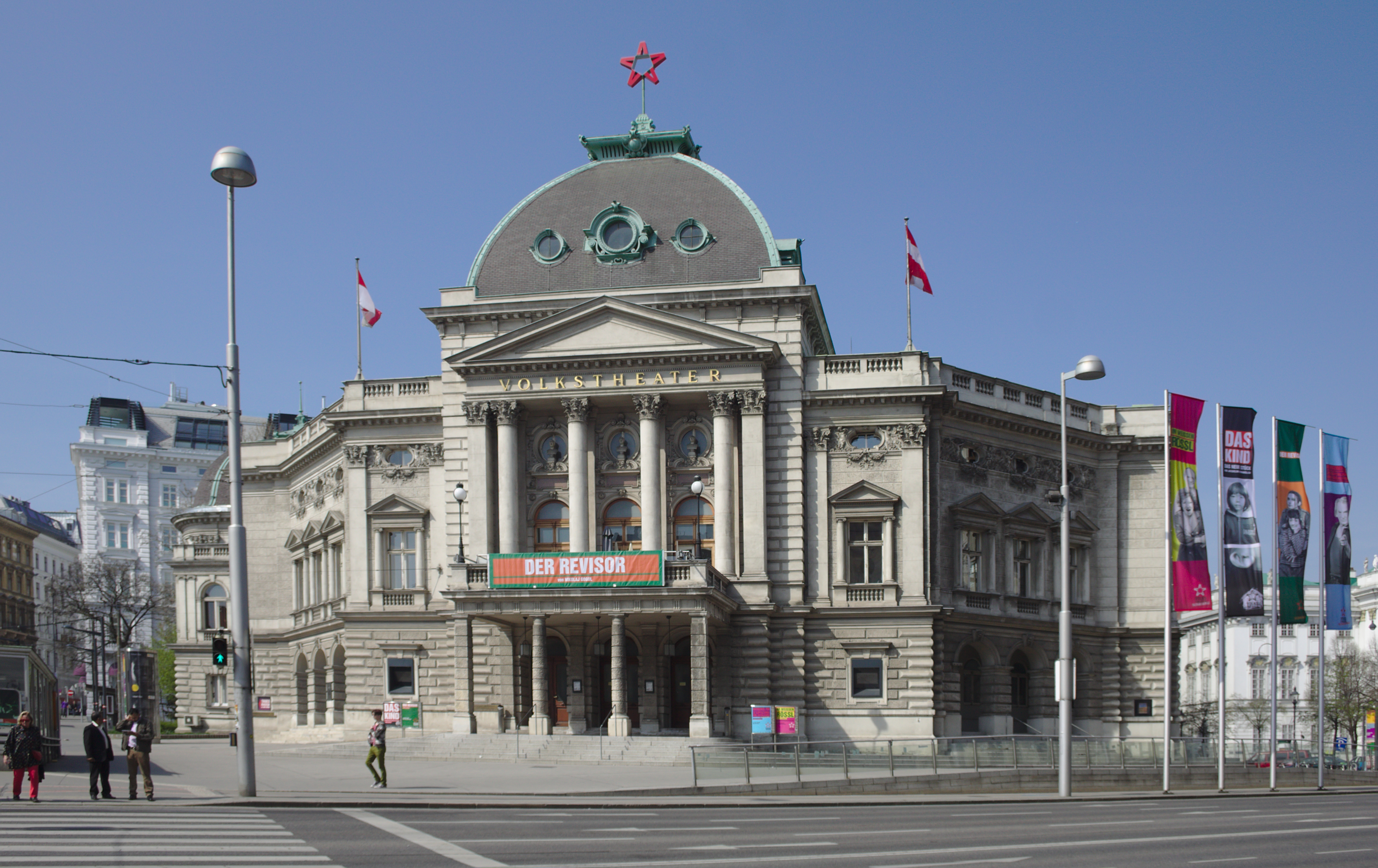
Le Volkstheater en 2013.

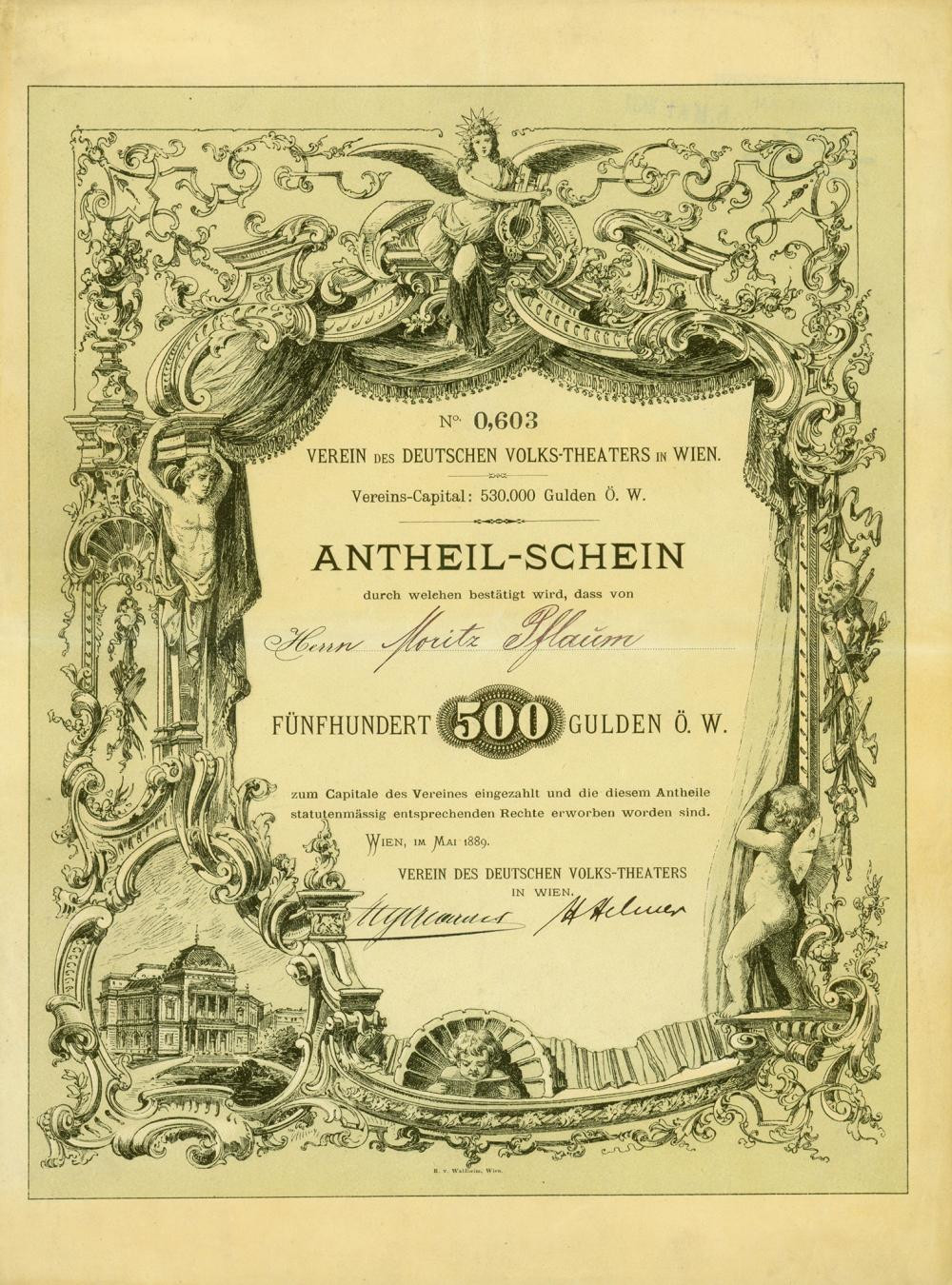
Action du Verein des Deutschen Volks-Theaters, en date du mai 1889.

Le Volkstheater (en français Théâtre populaire), anciennement Deutschen Volkstheater, est un théâtre du septième arrondissement de Vienne (Neubau), bâti suivant les plans d'Hermann Helmer (de) et de Ferdinand Fellner et inauguré en 1889.

## Situation
Il est situé Neustiftgasse 1, en face du musée d'histoire naturelle et à proximité du Museumsquartier et de Spittelberg.

## Direction
- 1889–1905 : Emmerich von Bukovics
- 1905–1916 : Adolf Weisse (de)
- 1916–1918 : Karl Wallner (de)
- 1918–1924 : Alfred Bernau (de)
- 1924–1932 : Rudolf Beer (de)
- 1932–1938 : Rolf Jahn (de)
- 1938–1944 : Walter Bruno Iltz (de)
- 1945 : Rolf Jahn (de)
- 1945–1948 : Günther Haenel (de)
- 1948–1952 : Paul Barnay (de)
- 1952–1968 : Leon Epp (de)
- 1969–1979 : Gustav Manker (de)
- 1979–1987 : Paul Blaha (de)
- 1988–2005 : Emmy Werner (de)
- 2005-2015 : Michael Schottenberg (de)
- 2015-2020 : Anna Badora (de)
- depuis 2020 : Kay Voges (de)